# IPad (2018)
De iPad die op 27 maart 2018 door Apple Inc. werd aangekondigd op een speciaal evenement gericht op het onderwijs, dat werd gehouden op de Lane Tech High School in Chicago is de zesde generatie uit de originele iPad-serie. Deze iPad die beschikt over een schermdiagonaal van 25 cm (9,7-inch) is de opvolger van de iPad uit 2017. De zesde generatie iPad beschikt onder andere over een geüpgraded SoC, de Apple A10 Fusion en ondersteunt styluses, waaronder de Apple Pencil. Deze iPad wordt voornamelijk gemarketeerd voor gebruik in het onderwijs, vanwege zijn lage instapprijs. 